# Dendropogonella rufescens
Dendropogonella rufescens là một loài Rêu trong họ Cryphaeaceae. Loài này được (Schimp.) E. Britton miêu tả khoa học đầu tiên năm 1906.